# Acrisione
Acrisione je  rod južnoameričkih glavočika s juga Argentine i Čilea, smješten u tribus Senecioneae. Tipična vrsta je Acrisione cymosa iz Čilea

## Vrste
1. Acrisione cymosa (J.Rémy) B.Nord.
2. Acrisione denticulata (Hook. & Arn.) B.Nord.